# Jasnaja Poljana (landgoed)

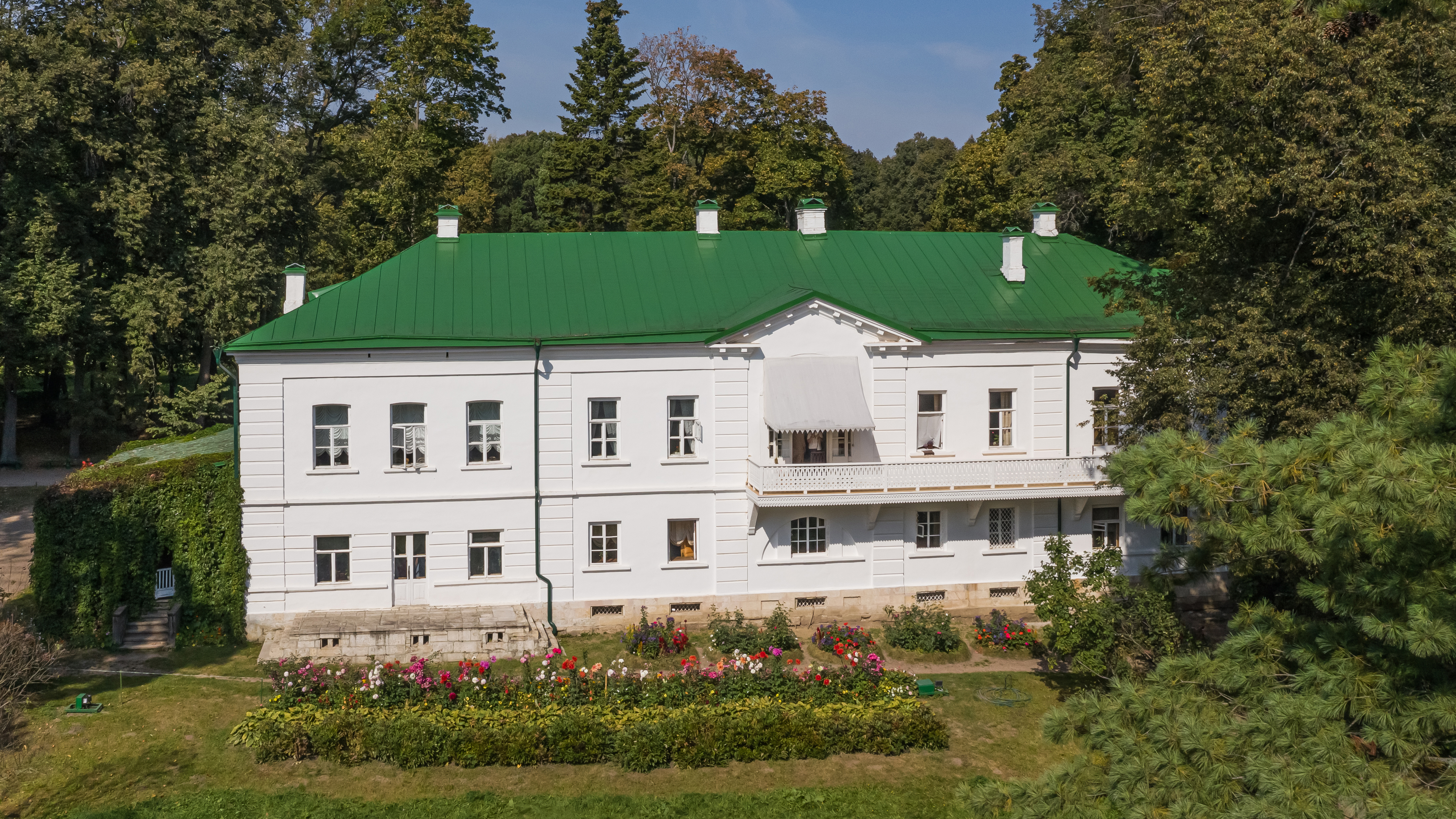
Huis van Leo Tolstoj in Jasnaja Poljana

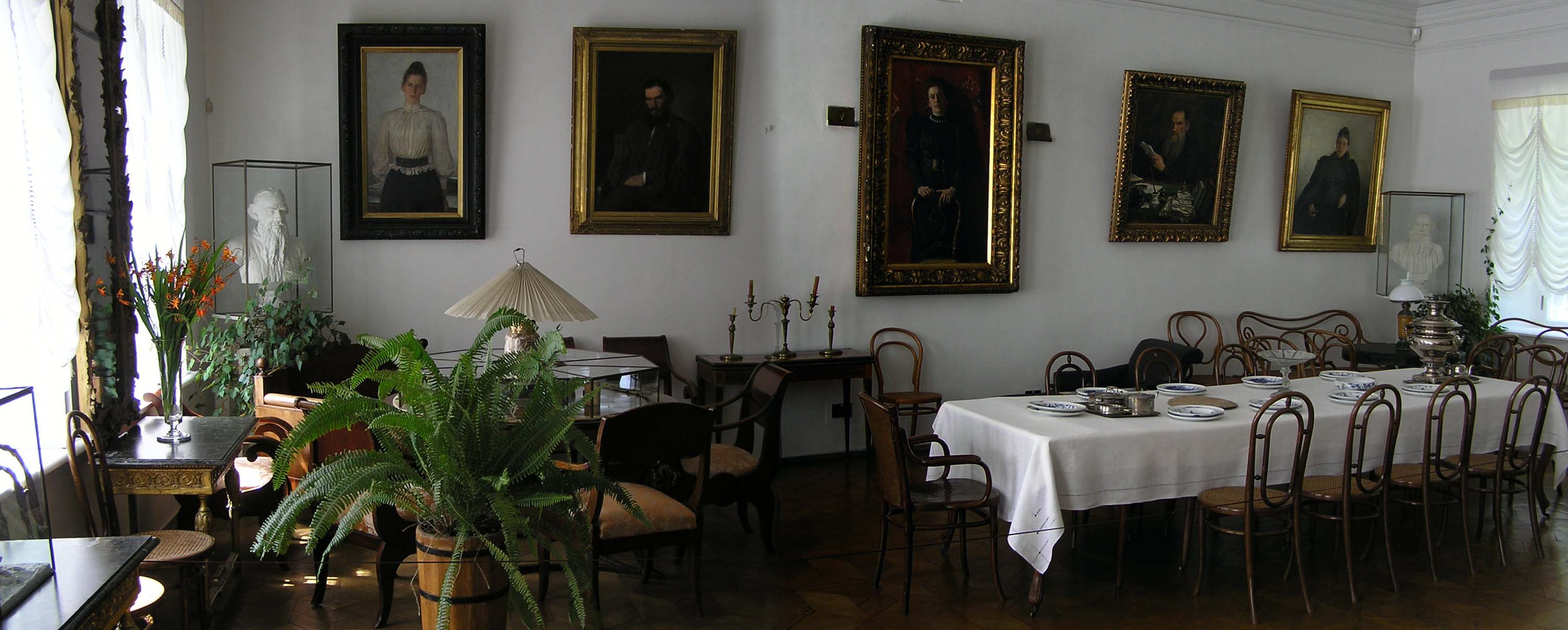
Eetzaal in het huis van Tolstoj

Jasnaja Poljana (Russisch: Я́сная Поля́на) ("heldere open plek") was het landgoed van Leo Tolstoj, gelegen op twaalf kilometer ten zuidwesten van de Russische stad Toela. De schrijver is hier geboren en begraven. Hij stierf hier niet. Ook schreef hij hier zijn bekroonde romans Oorlog en vrede en Anna Karenina. Jasnaja Poljana is nu een populaire toeristische attractie.
Direct na de dood van Tolstoj werd het huis omgevormd tot museum, aanvankelijk onder leiding van zijn dochter Aleksandra Tolstaja en ook nu nog is de directeur van het museum een afstammeling van hem. Het museum bevat Tolstojs persoonlijke eigendommen en zijn bibliotheek met 22 000 werken.
Tot het museum behoren naast zijn huis ook de school die hij stichtte voor boerenkinderen en het park waar Tolstoj begraven ligt. Tijdens de Tweede Wereldoorlog veroverden de Duitsers het landgoed en Robert H. Jackson, de (Amerikaanse) aanklager, verklaarde tijdens het Proces van Neurenberg dat ze het landgoed hadden verwoest en het graf van Tolstoj hadden ontheiligd. De belangrijkste elementen waren echter daarvoor al geëvacueerd door de sovjetregering. Na de oorlog werden het landgoed en het huis hersteld tot hoe ze eruitzagen toen Tolstoj nog leefde.